# Río Caguán
Río Caguán är ett vattendrag i Colombia.   Det ligger i departementet Caquetá, i den södra delen av landet, 400 km söder om huvudstaden Bogotá.